# Heptaulacus
Heptaulacus es una género de coleóptero de la familia Scarabaeidae. Actualmente contiene 8 especies que se encuentran en Europa y Asia.

## Especies
- Heptaulacus algarbiensis (Branco & Baraud, 1984)
- Heptaulacus brancoi (Baraud, 1976)
- Heptaulacus gadetinus (Baraud, 1973)
- Heptaulacus koshantschikoffi (Schmidt, 1911)
- Heptaulacus pirazzolii (Fairmaire, 1881)
- Heptaulacus rasettii (Carpaneto, 1978)
- Heptaulacus syrticola (Fairmaire, 1882)
- Heptaulacus testudinarius (Fabricius, 1775)